# Watussi (Schiff)
Die Watussi der Woermann-Linie (WL) war der erste Zwei-Schornsteiner der Deutschen Afrika Linien. Ihr Schwesterschiff Ubena ging an die Deutsche Ost-Afrika Linie (DOAL). Die beiden Schiffe waren von 1928 bis 1936 die Spitzenschiffe des Deutschen Afrika-Dienstes.
Die Watussi lag 1939 bei Kriegsausbruch vor der Ilha de Moçambique. Am 22. November 1939 versuchte sie von dort nach Südamerika durchzubrechen. Von südafrikanischen Flugzeugen entdeckt, versenkte die Besatzung ihr Schiff selbst, als sich der britische Kreuzer Sussex näherte. Der Untergang der brennenden Schiffes wurde von der schweren Artillerie des ebenfalls herankommenden Schlachtkreuzers Renown beschleunigt.

## Geschichte des Schiffes
Nach Abschluss eines Konferenzvertrages 1924 zwischen britischen, niederländischen und deutschen Afrika-Reedereien entwickelte sich der Afrikaverkehr sehr positiv und die deutschen Reedereien entschlossen sich, 1927 den Passagierverkehr zu verstärken. Die Hamburg-Amerikanische Packetfahrt-Actien-Gesellschaft stellte die Toledo (ex Kigoma der DOAL) für 310 Passagiere im Januar 1927 zusätzlich ab, während WL und DOAL bei Blohm & Voss zwei Neubauten orderten, die 1928 in Dienst kommen sollten. Mit 9500 BRT und Platz für 325 Passagiere übertrafen sie die bisherigen Schiffe erheblich. Als erste deutsche Afrika-Schiffe erhielten sie zwei Schornsteine.
Als erster Neubau wurde die nach einer Volksgruppe in Ostafrika benannte Watussi fertiggestellt. Das Schiff mit der Baunummer 391 lief am 2. Februar 1928 vom Stapel und wurde am 30. Mai 1928 abgeliefert. Es war 141,1 m lang, verfügte über einen Turbinensatz mit Getriebe von 4200 PSw, dessen Dampf in fünf ölgefeuerten Kesseln erzeugt wurde. Die Dienstgeschwindigkeit des Neubaus betrug 13,5 Knoten (kn). Für die Unterbringung der Passagiere gab es 124 Plätze in der I. Klasse, 78 in der II. und 132 in der III. Klasse. Obwohl der Woermann-Linie gehörend, trug die Watussi, wie alle auf der Hauptlinie eingesetzten Schiffe, die Schornsteinmarke der DOAL.
Das Schwesterschiff Ubena wurde am 31. Juli 1928 an die DOAL abgeliefert.
Am 16. Juni 1928 trat die Watussi ihre Jungfernfahrt nach Südafrika an. Für die Neubauten und die Toledo, die seit ihrer Einstellung in den Afrikadienst entsprechende Versuchsreisen durchgeführt hatte, war eine neue Hauptlinie nach Südafrika eingerichtet worden, die in 21 Tagen von Hamburg über Rotterdam und Southampton nach Las Palmas und weiter über Walfischbucht und Lüderitzbucht nach Kapstadt führte und sieben Tage schneller war als die bisherige Linienführung. Die Schiffe liefen dann noch weiter über Port Elizabeth, East London und Durban bis nach Lourenco Marques. Auf der Rückfahrt führte die Fahrt ab Kapstadt direkt nach Europa. In den folgenden Jahren wurden die Routenführungen mehrfach verändert.
1934 wurden die beiden Schwesterschiffe auf der Bauwerft um 7 m verlängert, was ihre Dienstgeschwindigkeit um einen Knoten erhöhte. Die II. und III. Klasse wurden zu einer Touristenklasse zusammengefasst. Ab 1937 boten die inzwischen vereinigten Deutschen Afrika-Linien über ein eigenes Reisebüro Safari Ferien- und Sonderreisen an. 1939 wurden auch die Watussi und die Ubena auf Hansa-Reisen eingesetzt, die man für die neuen Passagierschiffe Windhuk und Pretoria entwickelt hatte. Im Rahmen einer achttägigen Vorreise nahmen die Schiffe Ladung in Rotterdam und Antwerpen auf und den Gästen dieser „Hansafahrten“ wurde Ausflüge nach Delft, Den Haag, Scheveningen und Amsterdam bzw. Mechelen, Löwen, Tervuren, Brüssel und Gent sowie Besichtigungen der Schlachtfelder von Ypern und sogar ein dreitägiger Ausflug nach Paris angeboten. Nach der Rückkehr nach Hamburg erfolgte dann die Ausreise nach Südafrika.

### Untergang

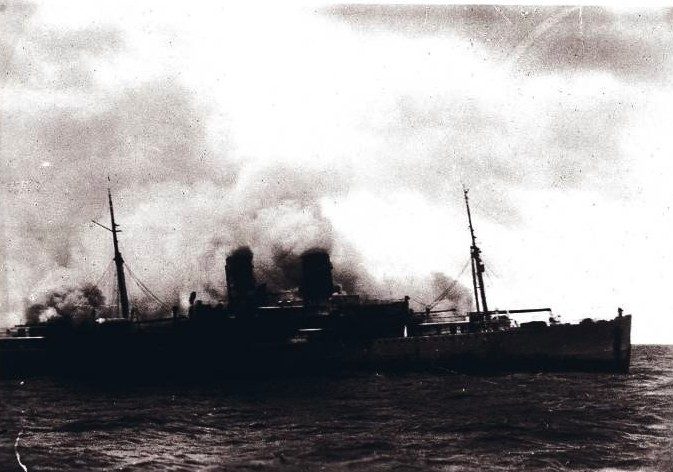
Die brennende Watussi

Die Watussi lag 1939 bei Kriegsausbruch in Mocambique. Am 22. November 1939 versuchte sie von dort nach Südamerika durchzubrechen. Am 2. Dezember entdeckte ein Junkers Ju 86-Aufklärungsflugzeug der South African Air Force die Watussi südlich des Kaps der Guten Hoffnung. Die auf der Suche nach der Admiral Graf Spee befindlichen britischen Einheiten Force ‘K’ (Ark Royal und Renown) und Force ‘H’ (Sussex und Shropshire) waren nach dem Auftanken aus Simonstown in See gegangen und liefen zu ihrer Überwachungslinie südlich des Kap Agulhas. Die Sussex entdeckte zuerst das fliehende Schiff, das darauf die Selbstversenkung vorbereitete und von der Besatzung in Brand gesetzt wurde. Die ebenfalls eintreffende Renown feuerte mit einem der Geschütze des B-Turms auf die Watussi, um den Untergang des brennenden Schiffes 50 sm südlich von Kap Agulhas auf (34° 10′ 0″ S, 12° 0′ 0″ O) zu beschleunigen. Die Sussex nahm die in die Boote gegangene Besatzung der Watussi auf und brachte die 193 Personen nach Simonstown zur Internierung.

## Literatur

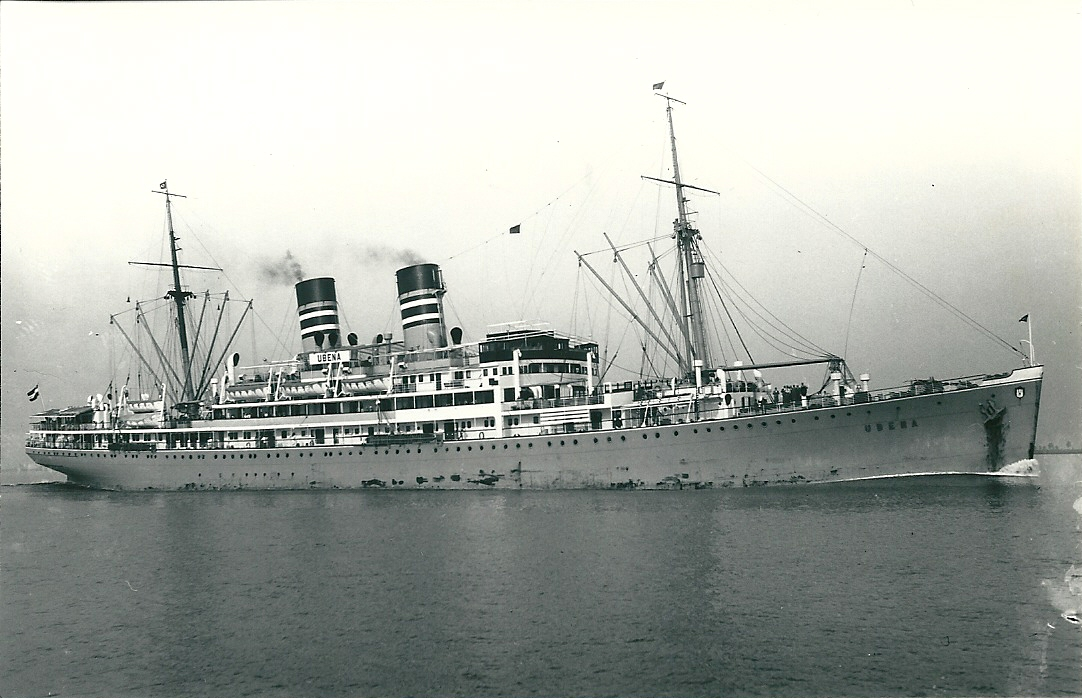
Die Ubena der DOAL

### Schwesterschiff bei der DOAL
| Name  | BauNr.  | BRT  | Stapellauf in Dienst  | weiteres Schicksal |
| Ubena | Nr. 482 | 9554 | 31.03.1928 31.07.1928 | 1934 verlängert, im Juli 1934 bei Probefahrt 15,8 kn erreicht, am 30. August 1939 Hamburg erreicht, Wohnschiff der 7. U-Boot-Flottille, August 1941 in gleicher Funktion bei der 21. Flottille in Pillau; ab 2. Februar 1945 als Verwundetentransporter wieder mobil, auf sieben Fahrten über 27.000 Flüchtlinge und Soldaten aus den Ostgebieten des Deutschen Reiches nach Kiel und Kopenhagen gebracht. Auf diesen Reisen kamen 30 Kinder zur Welt; der Kapitän ließ alle mit zweitem Vornamen „Ubena“ taufen. Bei Kriegsende in Travemünde; im Juli 1945 als britischer Truppentransporter Empire Ken übernommen, im Dezember 1945 einsatzbereit, 1956 Truppen zum Sueskanal befördert, ab September 1957 in Dalmuir und Troon verschrottet. |